# Kenai (półwysep)

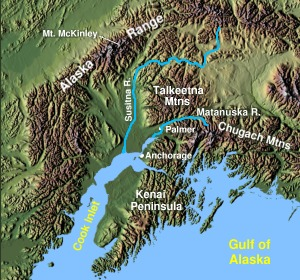
Półwysep Kenai na Alasce - mapa poglądowa.

Kenai (ang. Kenai Peninsula) – duży, górzysty półwysep na południowym wybrzeżu Alaski (Stany Zjednoczone). Obszar wydobycia ropy naftowej, złota, węgla kamiennego oraz gazu ziemnego. Na półwyspie znajdują się fiordy oraz lodowce.
Nazwa półwyspu pochodzi prawdopodobnie od słowa Kienajskaja – rosyjskiej nazwy Zatoki Cooka, która sąsiaduje z półwyspem od zachodu.
Dane liczbowe:
- długość: 240 km[1]
- szerokość: 210 km[1]
- max. wysokość: 2135 m n.p.m.[1]